# Tarrare
Tarrare, a volte citato come Tarare (Lione, 1772 circa – Versailles, 1798), è stato un militare e artista francese.
Era principalmente noto per essere costantemente affamato e in grado di mangiare grandi quantità di cibo oltre a oggetti non commestibili.
Poiché la sua famiglia non era in grado di sfamarlo, ancora adolescente viaggiò in Francia esibendosi come fenomeno da baraccone ingoiando oggetti di varia natura e anche animali vivi e un intero cesto pieno di mele. Successivamente si trasferì a Parigi, dove lavorò come artista di strada. Si arruolò poi volontario nell'esercito francese ma, con l'aggravarsi della sua patologia, venne ricoverato in ospedale divenendo oggetto di studi ed esperimenti medici. Dimostrò quindi di essere in grado di consumare in una sola volta un pasto sufficiente per 15 persone, di inghiottire gatti e serpenti vivi e altri animali come una anguilla intera senza masticarla. Nonostante la sua dieta era di dimensioni e aspetto normali e non mostrava alcun segno di malattia mentale, se non quello che al tempo fu descritto come un temperamento apatico. Venne impiegato anche come corriere dall'esercito francese, con il compito di ingoiare documenti per evitare che cadessero in mano ai nemici. Conclusa l'esperienza militare, accettò di sottoporsi in ospedale a qualsiasi procedura che potesse curare il suo appetito e sperimentò numerosi e fantasiosi trattamenti, tra cui l'assunzione di laudano, di pillole di tabacco, di aceto di vino e uova alla coque. Questi fallirono tutti, senza che i medici riuscissero a tenerlo sotto un regime di dieta controllata. Tarrare tentava infatti di bere il sangue salassato dei pazienti e addirittura di nutrirsi dei cadaveri dell'obitorio e usciva spesso dal nosocomio, nutrendosi scavando tra i rifiuti e rubando le frattaglie esposte fuori dai macelli. Sospettato di aver mangiato un bambino, fu infine espulso dall'ospedale. Riapparve quattro anni dopo a Versailles, sofferente di una grave tubercolosi, morendo poco dopo a seguito di un lungo attacco di diarrea essudativa.

## Biografia

### Giovinezza
Tarrare nacque nelle regioni rurali della Francia, vicino a Lione, attorno al 1772. Non si conosce l'esatta data di nascita tuttavia si sa che quando morì, nel 1798, aveva circa 26 anni. Non è neanche certo che «Tarrare» fosse il suo vero nome o invece un soprannome.
Sin dalla fanciullezza aveva un appetito pantagruelico, tanto da riuscire a divorare un quarto di vitello di peso maggiore al suo in una sola giornata. Essendo la sua famiglia di modesta levatura, i genitori lo cacciarono presto da casa, imponendogli di provvedere da solo al suo inestinguibile appetito. Il ragazzo peregrinò quindi per qualche anno, unendosi anche a una banda di ladri e prostitute, mendicando o rubando per procurarsi il cibo; solo più tardi riuscì a trasformare la sua bizzarra voracità in un redditizio evento da baraccone, mettendosi al servizio di un ciarlatano itinerante. L'esibizione consisteva nel deglutire, su richiesta del pubblico, ciottoli, pietre, animali vivi, e frutti interi. In queste circostanze, tra l'altro, Tarrare scoprì di essere molto ghiotto di carne di serpente.
Nel 1788 si trasferì a Parigi, dove lavorò come artista di strada. L'esibizione era sempre la stessa, ovvero quella di deglutire qualsiasi cosa il pubblico gli porgesse; tuttavia, fu costretto a interrompere l'attività quando si iniziarono a manifestare i sintomi di una occlusione intestinale. Fu quindi trasferito all'Hôtel-Dieu dove fu curato con potenti lassativi e, per verificare la guarigione, Tarrare si dimostrò disposto a ingerire l'orologio a catena del chirurgo, M. Giraud ma quest'ultimo non si dimostrò impressionato e gli disse che non avrebbe esitato ad aprirgli lo stomaco per recuperare l'oggetto, se questo fosse stato realmente trangugiato.

### Carriera militare
Allo scoppio della guerra della Prima Coalizione, si arruolò nell'Armée révolutionnaire française; purtroppo per lui, le razioni offerte dalle milizie francesi si rivelarono ben presto insufficienti per soddisfare il suo appetito. L'insaziabile soldato si dimostrò disposto ad accollarsi compiti sgradevolissimi, come la pulizia delle latrine, pur di ottenere razioni di cibo dai commilitoni. Deperì presto e quindi venne trasferito all'ospedale militare di Soultz-Haut-Rhin. Qui il personale, constatatone l'appetito, gli quadruplicarono le razioni ma, nonostante questo provvedimento, la sua fame non diminuì affatto, tanto che iniziò a pasteggiare con gli avanzi degli altri pazienti, a frugare in cerca di cibo tra i cumuli di rifiuti, e addirittura a intrufolarsi nella farmacia per ingoiare i cataplasmi. I medici non riuscirono a capire le ragioni del comportamento e gli ordinarono quindi di rimanere nell'ospedale, dove venne sottoposto a una serie di esperimenti dal dottor Courville (chirurgo del 9e régiment de hussards) e da George Didier, Baron de Percy, membro del personale medico.
(Baron Percy)
Courville e Percy decisero di verificare fino a che punto si sarebbe spinta l'iperfagia di Tarrare. Nel primo esperimento questi riuscì a consumare tutte le vivande di una mensa imbandita per 15 braccianti, che comprendeva due grandi pasticci di carne, piatti grassi e salati, e quattro galloni di latte (oltre 18 litri), per poi cadere in un sonno profondo. Fu proprio Courville a notare che il ventre di Tarrare, dopo il pasto, si gonfiava «come un enorme palloncino». Successivamente l'uomo fu sottoposto a un altro esperimento: gli fu offerto un gatto vivo a cui Tarrare dilaniò l'addome con i denti, ne bevve il sangue, e lo mangiò per intero apparentemente senza sforzo, scartandone solo le ossa, vomitandone successivamente la pelliccia e la pelle. Da questo momento in poi, la dieta prevista dall'ospedale per Tarrare iniziò a comprendere anche altri animali, come serpenti, lucertole e un'anguilla la quale, in particolare, fu inghiottita senza masticazione dopo che ne ebbe schiacciato la testa con i denti.

### Servizio da corriere
Dopo diversi mesi trascorsi in ospedale a subire esperimenti, le autorità militari lo incoraggiarono a ritornare al servizio attivo. Poiché Courville voleva continuare le sue indagini sulle singolari abitudini alimentari e sul suo sistema digestivo, suggerì al generale francese Alessandro di Beauharnais di applicare l'iperfagia di Tarrare alla scienza delle operazioni militari. All'uomo venne quindi assegnato il compito di ingerire una scatola di legno, contenente un documento; questo venne poi recuperato ancora leggibile tra i suoi escrementi due giorni più tardi. Courville quindi propose a Beauharnais di impiegare Tarrare come corriere militare, col ruolo di depositare documenti importanti oltre le linee nemiche, senza il rischio di essere scoperto in caso di cattura.
Beauharnais decise di studiare la fattibilità della proposta di Courville poco prima di un'importante riunione dell'Armata del Reno Superata con successo la prova della scatola, a Tarrare fu quindi offerta come ricompensa una carriola piena di polmoni e fegato di toro crudi, che egli subito divorò davanti ai generali riuniti in assemblea. Dopo questa riuscita dimostrazione, Tarrare fu impiegato ufficialmente come spia. Sebbene Beauharnais ne avesse già verificato con successo la capacità fisica di custodire messaggi nelle proprie budella, rimaneva tuttavia scettico sulle reali facoltà mentali del ragazzo, tanto da dimostrarsi riluttante nel consegnargli documenti realmente importanti. Come primo incarico a Tarrare fu quindi ordinato di consegnare un messaggio a un colonnello francese, imprigionato dalle milizie prussiane nei pressi di Neustadt; gli venne detto che i documenti erano della massima importanza militare, ma in realtà si trattava semplicemente di alcune note che esigevano una conferma che il messaggio fosse stato consegnato con successo e, in tal caso, una risposta contenente informazioni utili sui movimenti delle truppe prussiane.
Tarrare oltrepassò le linee prussiane con il favore delle tenebre, travestito da contadino tedesco. Tuttavia, non sapendo parlare il tedesco, attirò l'attenzione dei residenti locali, che subito allertarono le autorità prussiane: fu così che l'uomo venne catturato nei pressi di Landau. Venne perquisito ma (come già previsto da Courville) la ricerca non diede risultati. I soldati prussiani tentarono quindi di estorcergli le informazioni frustandolo, ma l'uomo si rifiutò di tradire la sua missione. Fu in un secondo momento portato dinanzi alla massima autorità prussiana del luogo, il generale Zoegli, rifiutandosi nuovamente di parlare e fu quindi mantenuto agli arresti. Dopo 24 ore di carcerazione, Tarrare cedette e rivelò il piano ai prussiani che lo incatenarono dentro una latrina, dove la scatola venne finalmente defecata, 30 ore dopo l'ingerimento. Zoegli si infuriò malamente quando scoprì che il messaggio, che Tarrare aveva descritto «di vitale importanza», non era in realtà tale. Altre fonti suggeriscono che in realtà Zoegli non abbia mai letto il documento, in quanto Tarrare avrebbe avuto la prudenza di rimangiarlo prima che i prussiani potessero esaminarlo. Per punirlo Tarrare fu condotto al patibolo e gli venne posto il cappio attorno al collo; in realtà si trattava di una messa in scena, tanto che il malcapitato fu rilasciato all'ultimo momento e riconsegnato alle armate francesi (non prima di esser stato picchiato duramente).

### Cure
Avvilito da quest'esperienza, Tarrare si rifiutò di impiegarsi nuovamente come soldato e fece ritorno all'ospedale, dove accettò di sottoporsi a qualsiasi procedura che avesse potuto curare il suo incontenibile appetito. Percy lo sottopose inizialmente a dei trattamenti a base di laudano, che non ebbero successo; vennero quindi sperimentati altri trattamenti basati su pillole di tabacco, aceto di vino e uova alla coque, che si rivelarono tutti inefficaci. Tarrare quindi non riuscì a sottoporsi a una dieta controllata; anzi, spesso fu scoperto mentre sgattaiolava al di fuori della clinica per contendere ai cani randagi carogne, interiora e frattaglie gettate dai macelli nei canali di scolo e tra i mucchi di rifiuti. L'uomo tentò addirittura di bere il sangue salassato di altri pazienti dell'ospedale, e di mangiare i cadaveri ricoverati nella camera mortuaria. Percy decise di ignorare i vari colleghi che, convinti del fatto che potesse avere una malattia mentale, insistevano per trasferire Tarrare in un ambulatorio psichiatrico, decidendo invece di continuare i suoi esperimenti sulle sue capacità digestive.
Dopo qualche tempo, si registrò la scomparsa di un bambino di 14 mesi dall'ospedale: Tarrare fu immediatamente sospettato. Percy non poté difenderlo, e l'uomo fu quindi espulso dall'ospedale, dove non fece mai più ritorno.

### Morte
Quattro anni dopo, nel 1798, un membro dell'ospedale di Versailles, tale M. Tessier, informò Percy che un paziente nutriva il desiderio di rivederlo. Si trattava di Tarrare ormai debole e costretto a rimanere a letto. Tarrare disse a Percy che due anni prima aveva ingoiato una forchetta d'oro, che egli indicò come presunta responsabile dei dolori; l'uomo sperava che Percy potesse trovare un modo per rimuoverla. Percy, tuttavia, non poté fare altro che diagnosticargli una tubercolosi in fase molto avanzata. Un mese più tardi, Tarrare morì in seguito a un violento attacco di diarrea essudativa.
Il cadavere dell'uomo stava degenerando rapidamente; i chirurghi dell'ospedale, tuttavia, si rifiutarono di sezionarlo. Tessier era però curioso di scoprire come l'organismo di Tarrare differisse dalla norma; inoltre, era desideroso di scoprire se la decantata forchetta d'oro fosse stata effettivamente ingerita, quindi se ne occupò personalmente. Durante l'esame autoptico l'esofago dell'uomo fu scoperto essere anormalmente ampio e, una volta divaricate le fauci, lo studioso poté osservare un ampio canale verso lo stomaco. Il corpo fu trovato pieno di pus mentre il suo fegato e la colecisti erano anormalmente grandi così come lo stomaco, che si presentava coperto di ulcere e riempiva la maggior parte della sua cavità addominale. Vennero così verificate quelle varie caratteristiche organiche che rendevano Tarrare unico, già descritte nel paragrafo § Aspetto fisico e comportamento. La forchetta d'oro, tuttavia, non venne mai trovata.

## Aspetto fisico e comportamento
Nonostante la sua singolare dieta, Tarrare era magro e di altezza media. All'età di 17 anni, pesava solo 45 kg. Aveva dei capelli biondi finissimi, ma anche una bocca molto ampia, mentre i denti erano molto macchiati e le labbra praticamente invisibili.
In caso di digiuno la pelle si allentava così tanto che questa si poteva piegare dal suo addome intorno alla vita. Se sazio, invece, il suo addome si gonfiava «come un enorme palloncino». Le sue guance erano rugose e flaccide e, quando distese, il ragazzo poteva contenere dodici uova o mele nella sua bocca. Il corpo era caldo al tocco e presentava un'intensa sudorazione, responsabile dell'odore sgradevole che veniva emanato; puzzava «a tal punto che l'odore diveniva insopportabile già entro la distanza di venti passi». Dopo i pasti, il tanfo aumentava sensibilmente, gli occhi e le guance si iniettavano di sangue, mentre il comportamento assumeva connotazioni letargiche; frequenti erano i rutti e grandi erano le quantità di vapore che si innalzavano dal corpo. Lo smisurato appetito non gli comportò mai il vomito o l'aumento di peso, bensì degli intensi attacchi di diarrea, descritti come «fetidi al di là di ogni concezione». Analogamente, non mostrò sintomi di malattie mentali, anche se aveva un temperamento apatico e «una completa mancanza di forza e idee».
Sconosciute sono le cause del comportamento di Tarrare. Nonostante vi siano stati alcuni casi simili in periodi più recenti, nessuno dei soggetti è mai stato sottoposto a un'autopsia. Si pensa che l'uomo possa aver sofferto di ipertiroidismo, disturbo del sistema endocrino che comporta un estremo appetito, sudorazione, capelli fini e intolleranza al caldo. Bondeson (2006), tuttavia, ritiene che Tarrare abbia avuto un danneggiamento all'amigdala, una parte del cervello che porta all'iperfagia se le si reca del danno.

### Annotazioni
1. ↑  Alcune fonti riportano il dottor Courville come «Comville».[9]

### Fonti
1. 1 2 3 4 5 6 7   T. Bradley, Samuel Fothergill & William Hutchinson, Polyphagism, in London Medical and Physical Journal, vol. 42, Londra, J. Souter, 1819,  p. 203.
2. 1 2 3 4 5 6   George M. Gould; Walter L. Pyle, Anomalies and Curiosities of Medicine (TXT), 1896.
3. ↑  Bondeson 2004, p. 275.
4. 1 2  Lord 1839, p. 111.
5. 1 2 3 4  Good 1864, p. 80.
6. 1 2 3 4 5 6 7 8 9  Bondeson 2004, p. 276.
7. ↑  Bondeson 2006, p. 305.
8. 1 2 3 4 5  Millingen 1839, p. 197.
9. 1 2 3 4 5 6 7 8 9   T. Bradley, Samuel Fothergill & William Hutchinson, Polyphagism, in London Medical and Physical Journal, vol. 42, Londra, J. Souter, 1819,  p. 204.
10. 1 2 3 4 5 6 7 8 9 10  Bondeson 2004, p. 277.
11. ↑  Lord 1839, p. 112.
12. 1 2 3 4 5 6 7  Bondeson 2004, p. 278.
13. 1 2 3  Millingen 1839, p. 198.
14. 1 2 3 4 5 6 7 8 9  Bondeson 2004, p. 279.
15. ↑  Bondeson 2004, p. 280.
16. ↑  Bondeson 2006, p. 310.
17. 1 2 3 4   T. Bradley, Samuel Fothergill & William Hutchinson, Polyphagism, in London Medical and Physical Journal, vol. 42, Londra, J. Souter, 1819,  p. 205.
18. ↑  Lord 1839, p. 113.
19. ↑  Bondeson 2004, p. 281.
20. ↑   Jan Bondeson, The Cat Eaters, in Fortean Times, n. 151, Londra, Dennis Publishing, ottobre 2001 (archiviato dall'url originale il 21 maggio 2009).
21. ↑  Bondeson 2006, p. 312.
22. ↑  Bondeson 2006, p. 313.